# Guerra de los Tres Sanchos
La guerra de los Tres Sanchos es como llamó Ramón Menéndez Pidal al conflicto armado que aconteció en tierras de los actuales Burgos y La Rioja entre agosto y septiembre de 1067, en el que participaron tres primos carnales, primogénitos de tres hijos de Sancho Garcés III, el Mayor, rey de Pamplona en cuyo honor llevaban su nombre: Sancho Garcés IV de Pamplona, Sancho Ramírez de Aragón y Sancho II de Castilla.
En esta breve guerra se liberaron las tensiones acumuladas desde tiempos del reparto de la herencia de Sancho III, abuelo paterno de los tres beligerantes, tras la cesión de algunas tierras castellanas por parte de Fernando a su hermano García III tras la batalla de Tamarón. Algunos de estos territorios se sublevaron contra el Reino de Pamplona cuando este intentó asentar el control sobre el territorio,[cita requerida] por lo que pidieron al rey de Castilla que les volviese a tener en sus fronteras, lo que al final llevaría a este conflicto.
Sancho II de Castilla quiso tomar las tierras de la Bureba y la Rioja Alta, tierras en posesión de su primo, Sancho Garcés IV de Pamplona. Tras una serie de ataques por las fronteras por parte del rey castellano, Sancho Garcés pidió ayuda a su primo Sancho Ramírez de Aragón.
El Cid tomó parte en alguna de estas batallas al lado de Sancho II de Castilla.
La guerra terminó en 1067 sin ningún vencedor absoluto. Sancho II de Castilla arrebató a Pamplona La Bureba, los Montes de Oca y Pancorbo.